# Meifu Shinkage-ryū
Meifu Shinkage-ryū (jap. 明府真影流) ist eine moderne Shurikenjutsu-Schule, die in den 1970er Jahren durch Chikatoshi Someya (染谷親俊, Someya Chikatoshi) gegründet wurde. Sie findet ihre Wurzeln hauptsächlich im Shurikenjutsu des Tenshin Shōden Katori Shintō-ryū (天真正伝香取神道流).

## Beschreibung
Meifu Shinkage-ryū ist eine moderne Shuriken-Jutsu-Schule. Sie wurde in den 1970er Jahren durch Chikatoshi Someya gegründet. Someya war ein Schüler des Katori Shintō-ryū unter Yoshio Sugino. Wenn sich auch der Wurfstil, welcher in Meifu Shinkage-ryū verwendet wird, von dem im Tenshin Shōden Katori Shintō-ryū unterscheidet, so nahm Someya-sensei doch diese Technik aus dem Katori Shintō-ryū und verfeinerte sie, indem er sie kürzer, schneller und noch verdeckter ausführte.
Meifu Shinkage-ryū ist eine relativ kleine Schule mit etwa 30 festen Schülern, welche in Tokio unter direkter Anleitung des gegenwärtigen Sōke, Yasuyuki Ōtsuka trainieren. Diese Schule besteht fast ausschließlich aus Schülern, welche auch andere Kampfkünste trainieren.
Es gibt einen speziellen Typ Shuriken, den so genannten Meifu Shinkage-ryū Shuriken, aber Ōtsuka unterrichtet ebenfalls die Verwendung anderer Shuriken. Aus diesem Grunde trainieren seine Schüler auch häufig mit Shuriken vieler verschiedener, meist heute schon ausgestorbener, Stile.

## Techniken
Shuriken Jutsu
- Kamae
  - Shizentai
  - Chudan no Kamae
  - Gedan no Kamae
  - Jodan no Kamae

- Waza
  - Shomen Uchi
  - Gyaku Uchi
  - Dosoku Uchi
  - Shitate Uchy
  - Za Uchi
  - Aruki Uchi
  - Hashiri Uchi
  - Ne Uchi

Fundo Kusari
- Kamae
  - Fuko
  - Zanshin
  - Osame
  - Hikitori

- Waza
  - Metsubushi
  - Yokomen Uchi
  - Yokoichi Monji
  - Kesa Uchi
  - Hachinoji Uchi

## Dojos
- Japan: Tokyo (Hombu Dojo), Osaka
- USA: Dallas (Texas) und Santa Clara (Kalifornien)
- Spanien: Barcelona
- Deutschland: Bremen
- Deutschland: Buchholz in der Nordheide (Kampen)
- Finnland: Helsinki
- England: Manchester
- Russland: Moskau
- Belgien
- Italien
- Mexiko

## Videos
- Someya, Chikatoshi (1987): Meifu-Shinkage-ryu Shuriken Jutsu
- Someya, Chikatoshi (1992): Shurikenjutsu and Kusarijutsu
- Ōtsuka, Yasuyuki (2004): Hiden! Shurikenjutsu